# (7971) Meckbach
(7971) Meckbach (9002 P-L) – planetoida z pasa głównego asteroid okrążająca Słońce w ciągu 4,14 lat w średniej odległości 2,58 j.a. Odkryta 17 października 1960 roku.